# Planina, Semič
Planína je naselje v Sloveniji.
V vasi se nahaja cerkev sv. Elije.